# Jean-Guillaume Carlier
Jean-Guillaume Carlier (Luik, 3 juni, 1638 - Luik?, 1 april 1675) was een Zuid-Nederlands schilder van voornamelijk religieuze onderwerpen en portretten. Samen met Gérard Douffet, Walthère Damery, Bertholet Flémal, Englebert Fisen en Philippe Coclers behoort hij tot de belangrijkste 17e-eeuwse barokschilders in het prinsbisdom Luik, ook wel Luikse School genoemd.

## Levensbeschrijving
Jean-Guillaume Carlier werd in 1638 in Luik geboren als zoon van Pierre Carlier en Marie Lebrun. Hij ontving zijn schildersopleiding in het atelier van de toentertijd bekende Luikse schilder Bertholet Flémal. In 1669 huwde hij Marie-Agnès de Tignée en een jaar later reisde hij met Flémal naar Parijs.
Jean-Guillaume Carlier schilderde tijdens zijn korte leven voornamelijk religieuze taferelen voor kerken. Zijn beroemdste werk is het Martelaarschap van Sint-Denijs, omstreeks 1666 geschilderd voor het gewelf van de Sint-Denijskerk in Luik, dat in 1794 verloren ging toen het door de Fransen werd verwijderd in een poging het naar Parijs te transporteren. In de Koninklijke Musea voor Kunst en Geschiedenis in Brussel bevindt zich een verkleinde voorstudie van dit werk. Het Grand Curtius bezit hier weer een kopie van. Ook in de kerk zelf is een kopie aangebracht door Pierre-Michel de Lovinfosse in 1806.
Carlier overleed op 36-jarige leeftijd in Luik. Zijn zoon Vincent-Léonard Carlier was een jaar eerder geboren.

## Selectie van werken
- Martelaarschap van Sint-Denijs (ca. 1666), in de Koninklijke Musea voor Kunst en Geschiedenis in Brussel.
- Doop van Christus in de Jordaan (1675), Sint-Pauluskathedraal, Luik (een kopie bevindt zich in de Sint-Denijskerk).
- Laat de kinderen tot mij komen (toeschrijving), Hôpital Volière van de Cellebroeders, Luik.
- Zelfportret (1660) in het Museum voor Schone Kunsten, Luik.
- Slapende Johannes de Doper in een grot, Museum voor Schone Kunsten, Luik.
- Visioen van Herman Jozef van Steinfeld, Museum voor Schone Kunsten, Luik.
- Heilige Maagd met Kindje Jezus en Johannes de Doper (toeschrijving), Museum voor Schone Kunsten, Luik.
- Portret van kolonel Jean Amant, militair governeur van de Luikse citadel (ca. 1673) in het museum Grand Curtius in Luik.
- Portret van een onbekend architect in het Museum voor Schone Kunsten in Rijsel.
- Portret van een jongeman, wellicht een vroeg zelfportret, privécollectie, Frankrijk.
- Sint-Jozef met Kind, Landesmuseum, Mainz.

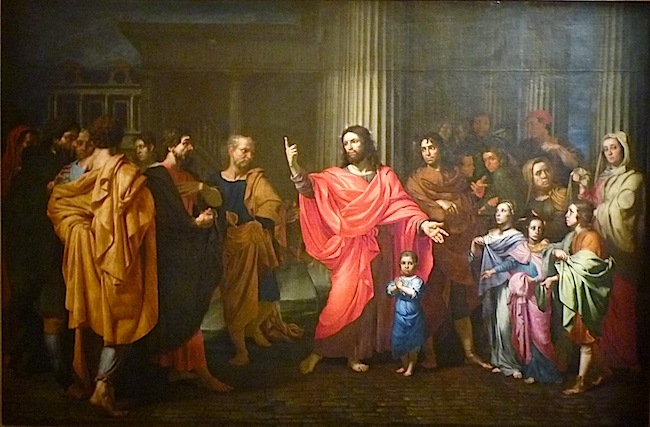
Laat de kinderen tot mij komen
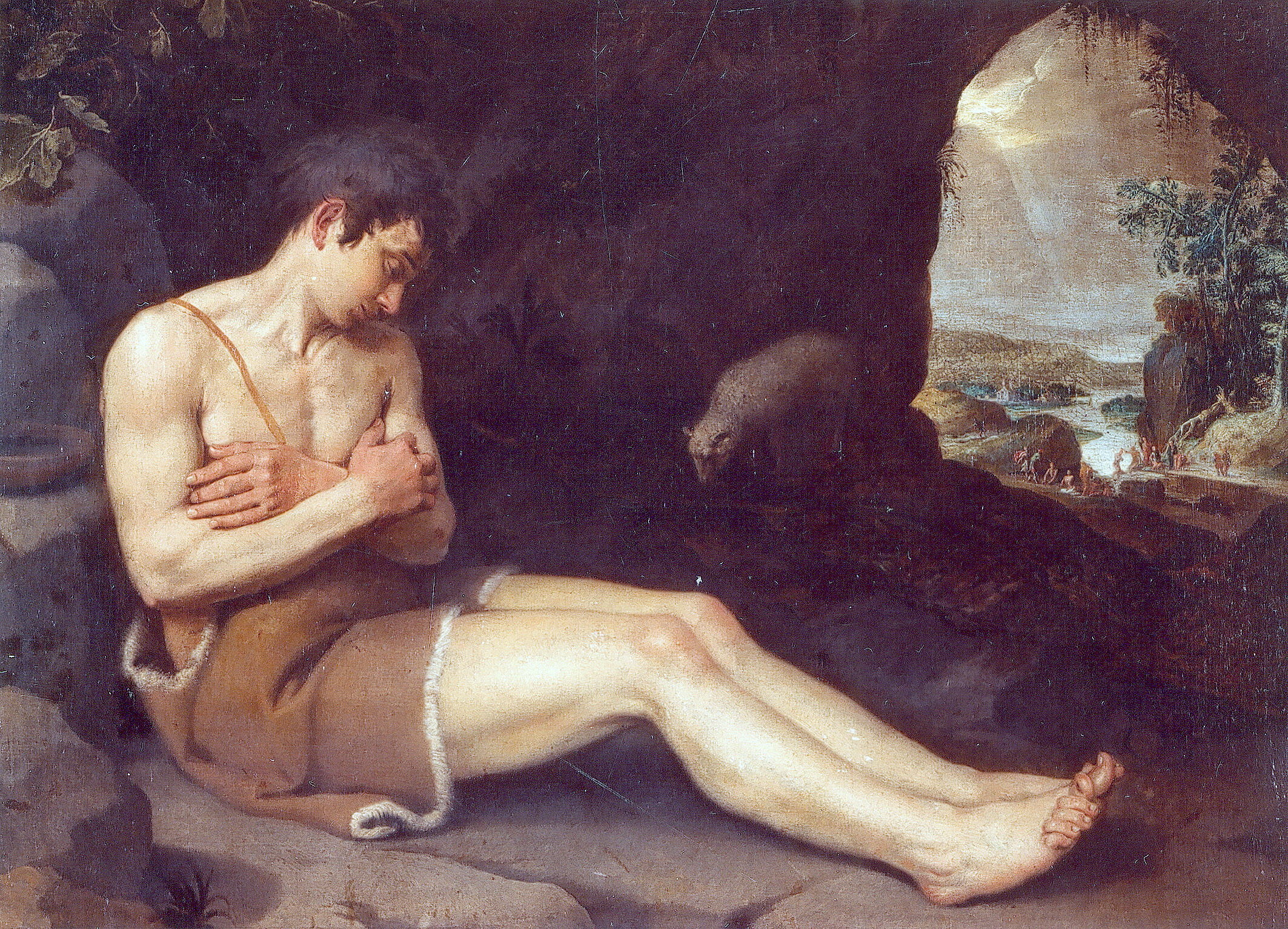
Slapende Johannes de Doper in grot
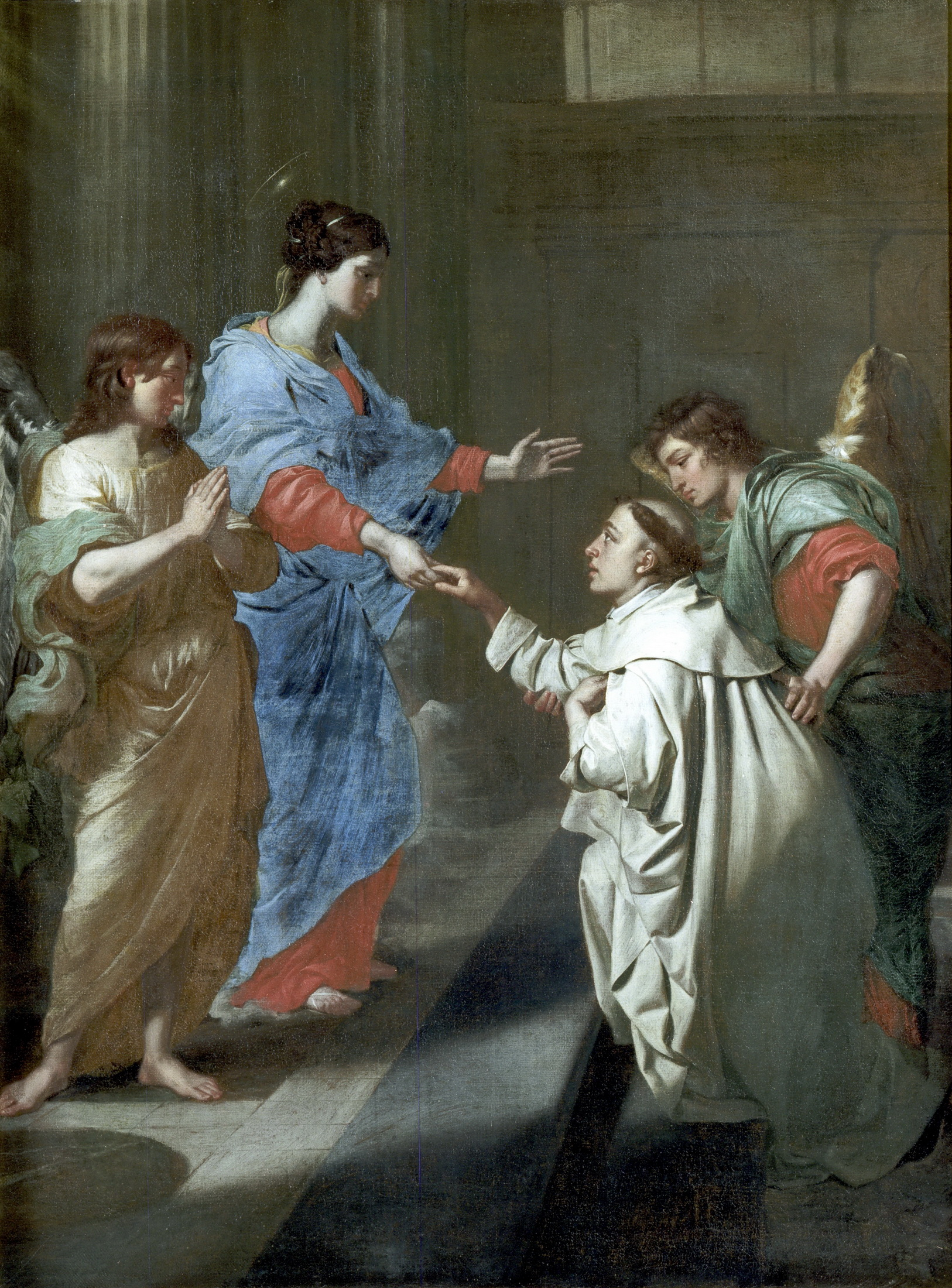
Visioen van Herman Jozef van Steinfeld
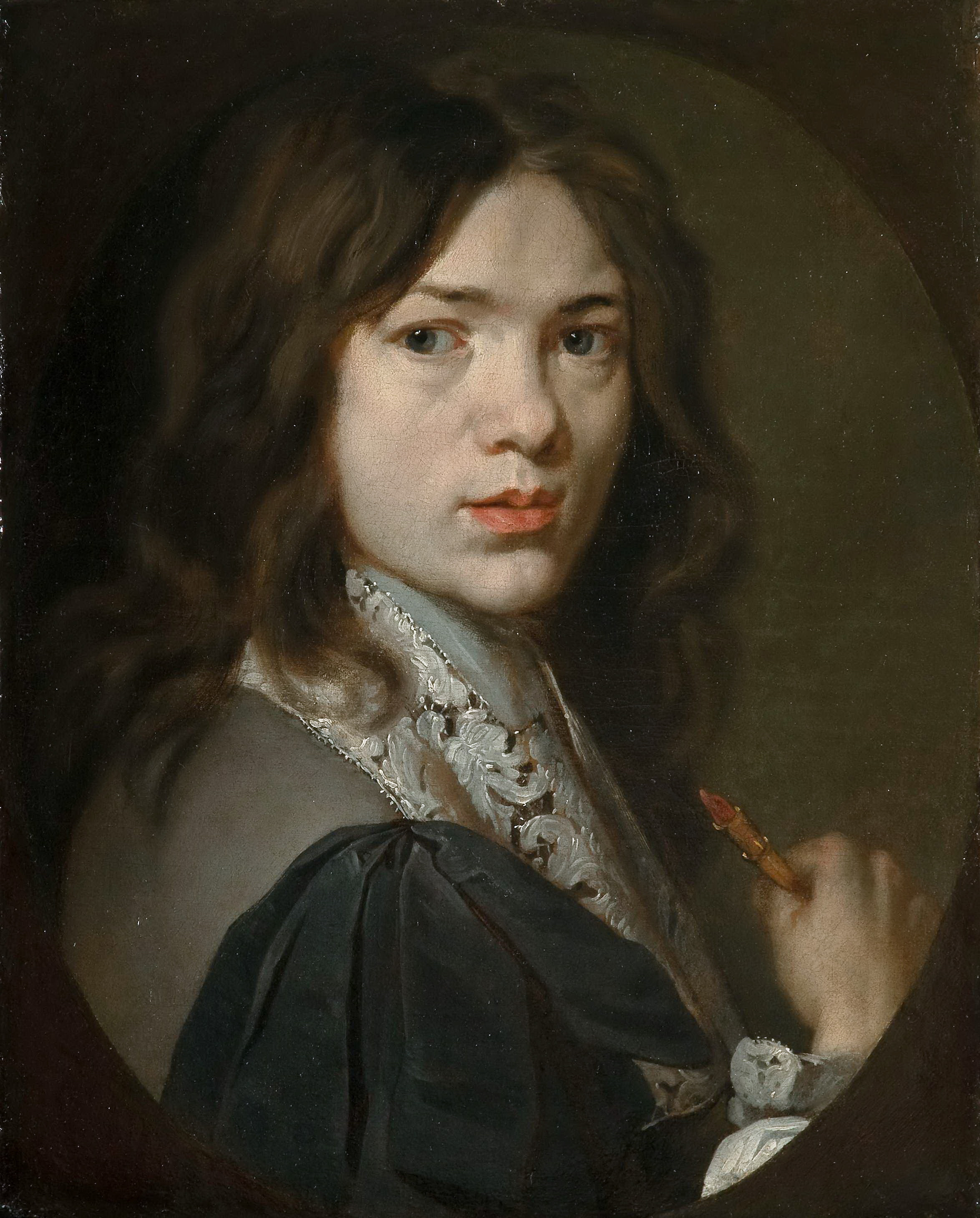
Portret van een jongeman